# 2016 год в истории метрополитена
В этой статье перечисляются основные  события из истории метрополитенов в 2016 году. Полужирным шрифтом выделены открытия новых транспортных систем.

## События

### Первое полугодие
- 1 января — стоимость билета на 1 поездку в Петербургском метрополитене повысилась с 31 до 35 рублей[1].
- 2 января — закрыта на капитальный ремонт станция «Фрунзенская» Московского метрополитена[2].
- 15 января — проезд в Екатеринбургском метрополитене подорожал с 23 до 26 рублей[3].
- 18 января — продлена Сокольническая линия Московского метрополитена на 2,5 км и 1 станцию[4].
- 28 января — открыта станция «Jiangbeicheng» на Шестой линии Чунцинского метрополитена[5].
- 29 января — продлена Первая линия Даляньского метрополитена на 1,2 км и 1 станцию[6].
- 30 января — продлена пригородная линия Син Пундан Сеульского метрополитена на 12,8 км и 6 станций[7].
- 6 февраля — продлена Первая линия Мешхедского метрополитена на 4,5 км и 2 станции[8].
- 8 февраля — закрыта на капитальный ремонт станция «Елизаровская» Петербургского метрополитена[9].
- 10 февраля — открыта станция «Mirzaye Shirazi» на Третьей линии Тегеранского метрополитена[10].
- 11 февраля — открыта станция «Motahari» на Первой линии Ширазского метрополитена[11].
- 12 февраля — открыт южный радиус Девятой линии Барселонского метрополитена длиной 20 км с 15 станциями[12].
- 15 февраля — продлена Сокольническая линия Московского метрополитена на 1,9 км и 1 станцию[4].
- 29 февраля — открыта станция «Sam Kee» линии Пунгол Сингапурского лёгкого метрополитена[13].
- 3 марта — открыта самая дорогая[значимость факта?] узловая станция «World Trade Center» Нью-Йоркского метрополитена, объединившая 11 линий. Строительство продолжалось 12 лет и стоило 4 миллиарда долларов[14][15].
- 15 марта — открыта станция «Bimeh» Четвёртой линии Тегеранского метрополитена и ответвление той же линии в аэропорт длиной 2 км с 3 станциями[10].
- 19 марта — продлена Первая линия метрополитена Нинбо на 25,3 км и 9 станций[16].
- 31 марта — продлена Четвёртая линия Куала-Лумпурского метрополитена на 6,5 км и 4 станции[17].
- 3 апреля — открылся новый участок Четвёртой линии метрополитена Осло со станцией «Løren»[18].
- 13 апреля — продлена Синяя линия Лиссабонского метрополитена на 0,7 км и 1 станцию[19].
- 18 апреля — открыто ответвление Первой линии Тегеранского метрополитена длиной 4 км с 2 станциями[10].
- 19 апреля — открыта Фиолетовая линия Бакинского метрополитена длиной 2,2 км со станциями «Мемар Аджеми-2» (азерб. Memar Əcəmi -2) и «Автовокзал» (азерб. Avtovağzal)[20][21].
- 20 апреля — пожар в вентиляционной шахте Невско-Василеостровской линии Петербургского метрополитена. Были временно закрыты станции «Рыбацкое», «Обухово», «Пролетарская»[22].
- 23 апреля — пожар в Вашингтонском метрополитене[23].
- 26 апреля — продлена Одиннадцатая линия Шанхайского метрополитена на 5,1 км и 1 станцию[24].
- 28 апреля — открыта станция «Qianjiang Century City» Второй линии метрополитена Ханчжоу[25].
- 30 апреля — открыт центральный участок Пурпурной линии Бангалорского метрополитена длиной 4,8 км с 5 станциями[26].
- 18 мая — открыт Фучжоуский метрополитен с одной линией длиной 9,8 км и 9 станциями[27].
- 27 мая:
  - открыт Дунгуаньский метрополитен с одной линией длиной 37,8 км с 15 станциями[28].
  - открыта после реконструкции станция метро «Василеостровская» Петербургского метрополитена[29].
- 6 июня — открыта станция «Khajeh Abdollah-e Ansari» на Третьей линии Тегеранского метрополитена[10].
- 28 июня:
  - открыт Наньнинский метрополитен с одной линией длиной 11,2 км и с 10 станциями[30].
  - открыта Первая линия метрополитена Чанши длиной 23,6 км с 20 станциями[31].
  - открыта Одиннадцатая линия Шэньчжэньского метрополитена длиной 51,9 с 18 станциями[32].
- 30 июня — продлены две линии Куала-Лумпурского метрополитена: Четвёртая — на 5,4 км и 3 станции, Пятая — на 17,4 км и 13 станций[17].

### Второе полугодие
- 12 июля — открыта станция «Santa Fe» линии H метрополитена Буэнос-Айреса[33].
- 20 июля — продлена Вторая линия Софийского метрополитена на 1,3 км и 1 станцию[34].
- 30 июля:
  - открыта Вторая линия Инчхонского метрополитена длиной 29,3 км с 27 станциями[35].
  - открыта Четвёртая линия метрополитена Рио-де-Жанейро длиной 13,5 км с 6 станциями (только для зрителей и участников Летних Олимпийских игр 2016)[36].
- 31 июля — открыта Третья линия метрополитена Чэнду длиной 20,4 км с 17 станциями[37].
- 6 августа:
  - открыта Пурпурная линия метрополитена Бангкока длиной 23 км с 16 станциями[38].
  - открыта Шестая линия Тяньцзиньского метрополитена длиной 9,5 км с 8 станциями[39].
- 8 августа — открыта станция «Sohraverdi» на Третьей линии Тегеранского метрополитена[10].
- 18 августа — началось строительство трёх станций Второй линии Бакинского метрополитена[40][41][42].
- 19 августа — открыта Вторая линия Чжэнчжоуского метрополитена длиной 20,6 км с 16 станциями[43].
- 25 августа — продлена Алексеевская линия Харьковского метрополитена на 1,1 км и 1 станцию[44].
- 28 августа — открыта станция «Avini» Первой линии Ширазского метрополитена[11].
- 8 сентября — продлена Первая линия метрополитена Тэгу на 2,6 км и 2 станции[45].
- 10 сентября — открытие пассажирского движения на МЦК, маршрутной линии железнодорожный транспорт в Москве, частично интегрированной с метрополитеном Москвы.
- 14 сентября — открыта станция «Shahid Ghoddoosi» на Третьей линии Тегеранского метрополитена[10].
- 16 сентября — продлена Люблинско-Дмитровская линия Московского метрополитена на 5,4 км и 3 станции[4].
- 21 сентября — продлена Синяя линия Ченнайского метрополитена на 8,6 км и 5 станций[46].
- 24 сентября — продлена Вторая линия метрополитена Сучжоу на 2,2 км и 2 станции на север и на 11,6 км и 11 станций на восток[47].
- 10 октября — продлена Четвёртая линия Стамбульского метрополитена на 4,5 км и 3 станции[48].
- 14 октября — продлена Зелёная линия Ченнайского метрополитена на 1,3 км и 1 станцию[46].
- 23 октября — продлена линия Куньтхон Гонконгского метрополитена на 3 км и 2 станции[49].
- 28 октября — открыты Седьмая линия длиной 30,3 км с 28 станциями и Девятая линия длиной 25,3 км с 22 станциями Шэньчжэньского метрополитена[32].
- 2 ноября — продлена Первая линия Исфаханского метрополитена на 0,8 км и 1 станцию и открыты 3 станции на действующем участке линии[50].
- 7 ноября — открыта станция «Shahid Sayyad-e Shirazi» на Третьей линии Тегеранского метрополитена[10].
- 8 ноября — открыта Третья линия Сианьского метрополитена длиной 39,1 км с 26 станциями[51].
- 2 декабря — продлена линия Миллениум Ванкуверского метрополитена на 11 км и 6 станций[52].
- 5 декабря — открыта Вторая линия метро Сальвадора длиной 2,3 км с 3 станциями[53].
- 12 декабря — открыта станция «Hossein Abad» на Третьей линии Тегеранского метрополитена[10].
- 16 декабря:
  - открыта Девятая линия Куала-Лумпурского метрополитена длиной 21 км с 12 станциями[17].
  - открыто ответвление Первой линии Куньминского метрополитена длиной 4,7 км с 4 станциями[54].
- 18 декабря — продлена Третья линия метрополитена Циндао на 12,8 км и 12 станций[55].
- 20 декабря — продлена Первая линия метрополитена Катании на 1,9 км и 2 станции[56].
- 26 декабря — открыт Хэфэйский метрополитен с одной линией длиной 24,6 км с 23 станциями[57].
- 28 декабря:
  - открыта линия Саут-Айленд Гонконгского метрополитена длиной 7,4 км с 5 станциями[49].
  - открыто ответвление Третьей линии Чунцинского метрополитена длиной 10,6 км с 6 станциями[58].
  - продлена Вторая линия на 19,7 км и 6 станций и открыта Шестая линия длиной 36 км с 27 станциями Уханьского метрополитена[59].
  - продлена Первая линия Наньнинского метрополитена на 20,9 км и 15 станций[30].
  - продлена линия Гуанфо Фошаньского метрополитена на 6,7 км и 4 станций[60].
  - продлена Шестая линия на 17,3 км и 8 станций и открыта Седьмая линия длиной 17,1 км с 9 станциями метрополитена Гуанчжоу[60].
- 29 декабря:
  - после ремонта открыта станция «Фрунзенская» Московского метрополитена[61].
  - после ремонта открыта станция «Елизаровская» Петербургского метрополитена[62].
- 31 декабря:
  - открыта Шестнадцатая линия Пекинского метрополитена длиной 19,6 км с 9 станциями[63].
  - продлена Шестая линия Тяньцзиньского метрополитена на 14,5 км и 16 станций[39].

## Происшествия
| Дата    | Метро                   | Погибли | Пострадали | Описание |
| ------- | ----------------------- | ------- | ---------- | --- |
| 7 марта | Московский метрополитен | 0       | 0          | Примерно в 14:00 дня произошёл пожар в северном вестибюле станции «Новые Черёмушки». По официальным данным, причиной аварии стало возгорание релейного помещения, в результате чего на южном радиусе Калужско-Рижской линии отказало сигнальное оборудование. Официально ограничения работы были установлены до 1:00 12 марта: на участке «Октябрьская» — «Тёплый стан» было ограничено движение поездов, а на участке «Тёплый стан» — «Новоясеневская» запрещена посадка и высадка пассажиров в сторону центра. Также с 7:00 до 10:30 и c 16:00 до 21:00 временно закрыты станции «Шаболовская» и «Академическая». Фактически ограничения были отменены утром 11 марта, кроме станции «Новые Черёмушки», на которой ремонт южного вестибюля продлён до 5:30 14 марта. Так как Департамент транспорта и развития дорожно-транспортной инфраструктуры Москвы наложил запрет на освещение и расследование СМИ возможных причин ЧП, об оперативных изменениях ограничений сообщалось через официальные сообщества Дептранса и Московского метрополитена в социальных сетях и сервисе Twitter. |
| 8 июля  | Московский метрополитен | 0       | 0          | В 5:22 утра в одном из административных помещений станции «Выхино» произошёл пожар, из-за чего на участке Таганско-Краснопресненской линии было приостановлено движение поездов. В одном из административных помещений станции происходило горение восьми погонных метров кабеля высокого напряжения, из-за чего кабели высокого напряжения сильно искрили. Сведений о пострадавших не поступало, возгорание было локализовано в 6:07 утра и ликвидировано в 6:17 утра. Движение поездов по Таганско-Краснопресненской линии осуществлялось от станции «Текстильщики» до станции «Планерная» в обоих направлениях. Компенсационные автобусы «М» от станции «Котельники» до станции «Текстильщики» были организованы уже к открытию станций метро — к 5:30 утра. В 8:21 утра было подано напряжение на участке от станции «Выхино» до станции «Текстильщики», с 8:57 утра движение по всей Таганско-Краснопресненской линии (от станции «Котельники» до станции «Планерная») было восстановлено и стало осуществляться с увеличенными шестиминутными интервалами. Компенсационный маршрут автобуса «М» продолжал работу до полного восстановления графика движения поездов. Движение на Таганско-Краснопресненской линии было восстановлено в полном объёме до окончания дня. |